# Pentelei Molnár János festményeinek listája
Az alábbi lista Pentelei Molnár János festményeit sorolja fel.
| kép | festmény címe                                                                   | készítés éve | technika                        | méret            | tulajdonos                                  |
| --- | ------------------------------------------------------------------------------- | ------------ | ------------------------------- | ---------------- | ------------------------------------------- |
|     | Hazafele                                                                        | 1900         | olaj, vászon                    | 82 × 65 cm       | Boda-gyűjtemény                             |
|     | Burgonyaszüret                                                                  | 1901         | olaj, vászon                    | 79 × 109 cm      | magángyűjtemény                             |
|     | A Duna-part háttérben a Ferencz József híddal, a Budai várral és a Citadellával | 1901         | olaj, vászon                    | 60.5 × 82 cm     | magángyűjtemény                             |
|     | Csirkecsendélet                                                                 | 1903         | olaj, vászon                    | 53 × 60 cm       | Boda-gyűjtemény                             |
|     | Agyagbánya Prmontornál                                                          | 1906         | olaj, vászon                    |                  | Ismeretlen helyen (lappang)                 |
|     | Árnyas liget                                                                    | 1906         | olaj, vászon                    | 43 × 51 cm       | magángyűjtemény                             |
|     | Peóniák                                                                         | 1906         | olaj, karton                    | 58 × 50 cm       | Boda-gyűjtemény                             |
|     | Szegfű csendélet                                                                | 1907         | olaj, vászon                    | 60 × 50 cm       | Boda-gyűjtemény                             |
|     | Narancsos csendélet                                                             | 1907         | olaj, vászon kartonra ragasztva | 22 × 28 cm       | Boda-gyűjtemény                             |
|     | Virágzó fák                                                                     | 1907         | olaj, vászon                    | 50 × 60 cm       | Boda-gyűjtemény                             |
|     | Csorda                                                                          | 1907         | olaj, vászon                    | 85.5 × 98.5 cm   | magángyűjtemény                             |
|     | Alkonyati csend                                                                 | 1907         | olaj, vászon                    |                  | Ismeretlen helyen (lappang)                 |
|     | Levétel a keresztről                                                            | 1907         | olaj, vászon                    |                  | Ismeretlen helyen (lappang)                 |
|     | Férfi arckép                                                                    | 1907         | olaj, vászon                    | 40 × 38 cm       | Boda-gyűjtemény                             |
|     | Finis                                                                           | 1908         | olaj, vászon                    |                  | Ismeretlen helyen (lappang)                 |
|     | Körték                                                                          | 1907         | olaj, vászon                    | 40 × 50 cm       | Boda-gyűjtemény                             |
|     | Kertben                                                                         | 1908         | olaj, vászon                    |                  | Ismeretlen helyen (lappang)                 |
|     | Rőzsegyűjtés                                                                    | 1908         | olaj, vászon                    | 64 × 53 cm       | Boda-gyűjtemény                             |
|     | A harminc ezüstpénz                                                             | 1909         | olaj, vászon                    | 160.5 × 205.5 cm | Magyar Nemzeti Galéria, Budapest            |
|     | Havas fenyők                                                                    | 1910-es évek | olaj, vászon                    | 80 × 76 cm       | Boda-gyűjtemény                             |
|     | Muskátlis udvar                                                                 | 1910-es évek | olaj, vászon                    | 74 × 92 cm       | Boda-gyűjtemény                             |
|     | Balatonlellei strand                                                            | 1910-es évek | olaj, vászon                    | 75 × 90 cm       | Boda-gyűjtemény                             |
|     | Erdőbelső libákkal                                                              | 1910-es évek | olaj, vászon                    | 80 × 60 cm       | Boda-gyűjtemény                             |
|     | Arany kehely                                                                    | 1910-es évek | olaj, vászon                    | 60 × 48 cm       | Boda-gyűjtemény                             |
|     | Porcelán csendélet citromokkal                                                  | 1910-es évek | olaj, vászon                    | 58 × 56 cm       | Boda-gyűjtemény                             |
|     | Krizantémos csendélet                                                           | 1910-es évek | olaj, vászon                    | 80 × 60 cm       | Boda-gyűjtemény                             |
|     | Csendélet citromokkal                                                           | 1910-es évek | olaj, vászon                    | 60 × 80 cm       | magángyűjtemény                             |
|     | Csendélet porcelánokkal                                                         | 1910-es évek | olaj, vászon                    | 78 × 58 cm       | Boda-gyűjtemény                             |
|     | Fehér porcelánok kék háttérrel                                                  | 1910-es évek | olaj, vászon                    | 80 × 60 cm       | Boda-gyűjtemény                             |
|     | Porcelán csendélet                                                              | 1910-es évek | olaj, vászon                    | 80 × 60 cm       | Boda-gyűjtemény                             |
|     | Őszibarackok                                                                    | 1910-es évek | olaj, vászon                    | 30 × 40 cm       | Boda-gyűjtemény                             |
|     | Fehér porcelán csendélet                                                        | 1910-es évek | olaj, vászon                    | 68 × 55 cm       | Boda-gyűjtemény                             |
|     | Sárga rózsák                                                                    | 1910-es évek | olaj, karton                    | 60 × 45 cm       | Boda-gyűjtemény                             |
|     | Porcelán csendélet                                                              | 1910-es évek | olaj, vászon                    | 68 × 55 cm       | magángyűjtemény                             |
|     | Porcelán csendélet                                                              | 1910-es évek | olaj, vászon                    | 80 × 58 cm       | magángyűjtemény                             |
|     | Ego eimi                                                                        | 1911         | olaj, vászon                    |                  | Ismeretlen helyen (lappang)                 |
|     | Zöld paprika                                                                    | 1911 körül   | olaj, vászon                    | 65.5 × 80 cm     | Boda-gyűjtemény                             |
|     | Sárga rózsák                                                                    | 1912         | olaj, vászon                    | 60 × 45 cm       | Boda-gyűjtemény                             |
|     | Napraforgók                                                                     | 1912         | olaj, vászon                    | 75 × 90 cm       | Boda-gyűjtemény                             |
|     | Üveges csendélet                                                                | 1912         | olaj, vászon                    | 60 × 80 cm       | Bavarian State Painting Collections         |
|     | Csendélet                                                                       | 1913         | olaj, vászon                    | 60 × 48 cm       | magángyűjtemény                             |
|     | Csendélet gyertyatartóval                                                       | 1913         | olaj, vászon                    | 80 × 61.5 cm     | magángyűjtemény                             |
|     | Befőttesüvegek                                                                  | 1914         | olaj, vászon                    | 80 × 60 cm       | Boda-gyűjtemény                             |
|     | Virágcsendélet                                                                  | 1914         | olaj, vászon                    | 80 × 60 cm       | Boda-gyűjtemény                             |
|     | Porcelán csendélet                                                              | 1910-es évek | olaj, vászon                    | 65 × 56 cm       | Boda-gyűjtemény                             |
|     | Paprika                                                                         | 1915         | olaj, vászon                    |                  | Ismeretlen helyen (lappang)                 |
|     | Zsolnay váza csendélet                                                          | 1915         | olaj, vászon                    | 40 × 33 cm       | Boda-gyűjtemény                             |
|     | Azalea                                                                          | 1916         | olaj, vászon                    |                  | Ismeretlen helyen (lappang)                 |
|     | Csendélet díszkancsóval                                                         | 1916         | olaj, vászon                    | 121× 91 cm       | Boda-gyűjtemény                             |
|     | Fiam                                                                            | 1917         | olaj, vászon                    | 45 x 34,2 cm     | Magyar Nemzeti Galéria, Budapest            |
|     | Csendélet papagájjal                                                            | 1920         | olaj, vászon                    | 99 × 79 cm       | Boda-gyűjtemény                             |
|     | Porcelán csésze vizespoharakkal                                                 | 1922         | olaj, vászon                    | 36 × 50 cm       | Boda-gyűjtemény                             |
|     | Almák                                                                           | 1920 körül   | olaj, vászon                    |                  | Ismeretlen helyen (lappang)                 |
|     | Szent István oltárkép                                                           | ismeretlen   | olaj, vászon                    |                  | Ismeretlen helyen (lappang)                 |
|     | Bánffyhunyadi részlet                                                           | ismeretlen   | olaj, vászon                    | 51 x 77 cm       | Magyar Nemzeti Galéria, Budapest            |
|     | Napfényes hegycsúcs                                                             | ismeretlen   | olaj, vászon                    | 57.5 x 69 cm     | Boda-gyűjtemény                             |
|     | Női arckép                                                                      | ismeretlen   | olaj, vászon                    |                  | Ismeretlen helyen (lappang)                 |
|     | Kőbánya                                                                         | ismeretlen   | olaj, vászon                    |                  | Ismeretlen helyen (lappang)                 |
|     | Öreg halász                                                                     | ismeretlen   | olaj, vászon                    |                  | Ismeretlen helyen (lappang)                 |
|     | Papagáj                                                                         | ismeretlen   | olaj, vászon                    | 50,5 x 50 cm     | Magyar Nemzeti Galéria, Budapest            |
|     | Pieta                                                                           | ismeretlen   | olaj, vászon                    |                  | Ismeretlen helyen (lappang)                 |
|     | Műteremrészlet                                                                  | ismeretlen   | olaj, vászon                    | 81 × 61 cm       | Magyar Nemzeti Galéria, Budapest            |
|     | A falu szegényei                                                                | ismeretlen   | olaj, vászon                    |                  | Dunaújváros Megyei Jogú Város Önkormányzata |
|     | Kaszálón                                                                        | ismeretlen   | olaj, vászon                    |                  | Ismeretlen helyen (lappang)                 |
|     | Felfordított csónak                                                             | ismeretlen   | olaj, vászon                    | 50 x 50,5 cm     | Magyar Nemzeti Galéria, Budapest            |
|     | Ábránd / Alberta a tükör előtt                                                  | ismeretlen   | olaj, vászon                    | 79 x 104 cm      | Magyar Nemzeti Galéria, Budapest            |
|     | Erdő belseje                                                                    | ismeretlen   | olaj, vászon                    | 80 × 60 cm       | magángyűjtemény                             |
|     | Tanyasi idill                                                                   | ismeretlen   | olaj, vászon                    | 39 × 49 cm       | magángyűjtemény                             |
|     | Pentelei táj libákkal                                                           | 1906         | olaj, vászon                    | 55 x 68 cm       | Boda-gyűjtemény                             |
|     | Férfi portré                                                                    | ismeretlen   | olaj, vászon                    | 40 × 32 cm       | magángyűjtemény                             |
|     | Gyöngyvirágok                                                                   | ismeretlen   | olaj, vászon                    | 80 × 60 cm       | magángyűjtemény                             |
|     | Csendélet                                                                       | ismeretlen   | olaj, vászon                    | 80 × 60 cm       | magángyűjtemény                             |
|     | Csendélet                                                                       | ismeretlen   | olaj, vászon                    | 57 × 50 cm       | magángyűjtemény                             |
|     | Porcelános csendélet                                                            | ismeretlen   | olaj, vászon                    | 80 × 60.5 cm     | magángyűjtemény                             |
|     | Porcelános csendélet                                                            | ismeretlen   | olaj, vászon                    | 56 × 46 cm       | magángyűjtemény                             |
|     | Porcelános csendélet                                                            | ismeretlen   | olaj, vászon                    | 65 × 54 cm       | magángyűjtemény                             |
|     | Porcelános csendélet                                                            | ismeretlen   | olaj, vászon                    |                  | magángyűjtemény                             |
|     | Csendélet                                                                       | ismeretlen   | olaj, vászon                    | 40.6 × 50.8 cm   | magángyűjtemény                             |
|     | Csendélet                                                                       | ismeretlen   | olaj, vászon                    | 60 × 80 cm       | magángyűjtemény                             |
|     | Csendélet csészével és szivarral                                                | ismeretlen   | olaj, fatábla                   | 10 × 13 cm       | magángyűjtemény                             |
|     | Csendélet Herendi porcelánnal, vizespoharakkal és citromokkal                   | ismeretlen   | olaj, vászon                    | 88 × 66 cm       | magángyűjtemény                             |
|     | Csendélet kávéskancsóval, cukortartóval és citromokkal                          | ismeretlen   | olaj, vászon                    | 80 × 60 cm       | magángyűjtemény                             |
|     | Csendélet teáscsészével és citrommal                                            | ismeretlen   | olaj, vászon                    | 21.8 × 26.7 cm   | magángyűjtemény                             |
|     | Csendélet vizespoharakkal és citromokkal                                        | ismeretlen   | olaj, vászon                    | 48.5 × 60 cm     | magángyűjtemény                             |
|     | Csendélet üvegekkel                                                             | ismeretlen   | olaj, vászon                    | 63 × 78 cm       | magángyűjtemény                             |
|     | Csendélet                                                                       | 1912         | olaj, vászon                    | 68 x 55 cm       | Boda-gyűjtemény                             |
|     | Dinnyecsendélet                                                                 | ismeretlen   | olaj, vászon                    | 49.5 × 68 cm     | Magyar Nemzeti Galéria, Budapest            |
|     | Gyümölcscsendélet                                                               | 1910-es évek | olaj, vászon                    | 75 × 66 cm       | Boda-gyűjtemény                             |
|     | Halas csendélet                                                                 | ismeretlen   | olaj, vászon                    |                  | Ismeretlen helyen (lappang)                 |
|     | Virágcsendélet                                                                  | ismeretlen   | olaj, vászon                    | 78 × 66 cm       | magángyűjtemény                             |
|     | Vaj, tej, méz                                                                   | 1912         | olaj, fa                        | 32,5 × 44 cm     | Magyar Nemzeti Galéria, Budapest            |
|     | Kék és arany                                                                    | 1910-es évek | olaj, vászon                    | 80 x 60 cm       | Dunaújváros Megyei Jogú Város Önkormányzata |
|     | Csendélet teáskészlettel                                                        | 1910-es évek | olaj, vászon                    | 80 × 61 cm       | magángyűjtemény                             |
|     | Csendélet teáskészlettel                                                        | ismeretlen   | olaj, vászon                    | 72 × 57.5 cm     | magángyűjtemény                             |
|     | Fehér edények                                                                   | ismeretlen   | olaj, vászon                    |                  | Ismeretlen helyen (lappang)                 |
|     | Rózsák                                                                          | ismeretlen   | olaj, vászon                    | 48 × 48 cm       | magángyűjtemény                             |
|     | Reggeli                                                                         | ismeretlen   | olaj, fatábla                   | 41 × 60 cm       | magángyűjtemény                             |
|     | Teáskészlet szekrényben                                                         | ismeretlen   | olaj, vászon                    | 50 × 60 cm       | magángyűjtemény                             |
|     | Csendélet teáskészlettel                                                        | ismeretlen   | olaj, vászon                    | 79 × 59 cm       | magángyűjtemény                             |
|     | Piros szegfűk                                                                   | 1910-es évek | olaj, vászon                    | 80 x 60 cm       | Boda-gyűjtemény                             |
|     | Porcelán csendélet                                                              | ismeretlen   | olaj, vászon                    | 79 × 59 cm       | magángyűjtemény                             |
|     | Csendélet                                                                       | ismeretlen   | olaj, vászon                    |                  | Ismeretlen helyen (lappang)                 |
|     | Agár                                                                            | ismeretlen   | olaj, vászon                    |                  | Ismeretlen helyen (lappang)                 |